# Robert Grosseteste
Robert Grosseteste (kb. 1175 – 1253. október 9.) teológus, skolasztikus filozófus, lincolni püspök 1235-től haláláig, és az Oxfordi Egyetem kancellárja. Egyaránt foglalkozott asztronómiával, meteorológiával, fizikával, kozmogóniával, optikával, logikával, lélektannal, metafizikával.

## Élete és munkássága
Robert Grosseteste körülbelül 1170/1175-ben született az angliai Suffolk megye Stowe nevű településén, egy szerény anglo-normann családban. Az első történeti feljegyzés Grosseteste nevéről 1189 és 1192 között keletkezett okiratban olvasható, ahol tanúként van megemlítve. Egy körülbelül 1195-ben keletkezett levélben Walesi Gerald William de Vere Hereford püspökhöz írt ajánlólevelében Grosseteste üzleti készségeit, jogi ismereteit, orvostudományát, művészetekben való jártasságát, és vezetői képességeit dicsérte. Az elkövetkező években még számos okiraton szerepel a neve, tanúként megemlítve. 1198-ban de Vere halála után azonban, egy időre, eltűnt a történeti feljegyzésekből. 1208 és 1213 között Franciaországban élt, majd visszatérvén Angliába, a pápa követeként litchfieldi egyházmegyében tartózkodott. 1213 és 1216 között ugyancsak a pápa nagykövete volt Hereford egyházmegyében. 1227-ig neve kétszer is szerepelt hivatalos történelmi iratokban.
1225-ben még mindig diakónusként tevékenykedett, amikor az akkori lincolni püspöknek Walesi Hugónak (Hugh of Wells) beajánlották a Abbotsley-i plébániához. 1229-ben Leicester archidiakónusává (főesperessé) léptették elő. A század vége fele pedig nagy valószínűséggel Herefordban folytatta tanulmányait. A 13. század elején úgy tudni, hogy teológiai tanulmányokat folytatott, azt viszont nem tudni, hogy pontosan melyik egyetemen, sem azt, hogy melyik városban.
1299/30-ban Grosseteste volt a ferencesek első előadója Oxfordban. A ferencesek 1224-ben jelentek meg először itt. Mikor 1235-ben Lincoln püspökévé választották előadói pályafutását befejezte, de továbbra is, élete végéig szoros kapcsolatot ápolt a ferencesekkel akiknek helyet biztosított a püspökség háza táján. Halála után a ferencesekre hagyta a könyveit, melyeket a mai napig az oxfordi ferences kolostor könyvtárában őriznek.
1231-ben egy súlyos betegségből felépülve, Grosseteste lemondott összes tisztségéről kivéve a Lincolni Katedrális kanonokságáról. Ekkortájt számos teológiai művet írt melyek közül a legjelentősebb a Hexaæmeron néven ismert, a Genezis 1:1-2:17 írt kommentár. E művekből jól észlelhető Grosseteste egyre növekvő ógörög nyelv tudása, így egyike lett azon kevés latinul beszélő skolasztikusnak aki ógörögül is tudott. Görög nyelvtudásának köszönhetően Damaszkuszi Szent János, majd később (1240 körül) Pszeudo-Dionüsziosz műveit is latinra fordította, ez utóbbit saját kommentárral is ellátta. 1240 után érdeklődése újra Arisztotelész fele fordult, akinek műveihez már az 1220 években több kommentárt is írt. Grosseteste készítette el az első teljes Nikomakhoszi Etika latin fordítást. Később, élete vége fele, egy másik arisztotelészi művet a De caelo-t (Az égboltról) is lefordított a Szimplikiosz-féle kommentárokkal egyetemben.
1240-ben ismételten fontos időszak volt az egyházban betöltött szerepében. A pápaság és II. Frigyes között kialakult konfliktus következményeként IV. Ince pápa 1244. június 27-én elhagyta Rómát és kisebb kitérővel Lyonba menekült. A pápa 1245. június 28-án egyetemes zsinatot (első lyoni zsinat) hívott össze melyben az angol küldöttség tagjaként Grosseteste is részt vett. 1250-ben visszatért a pápai bíróságra, ahol bírálta a pápai szék hosszas üresedéseit, az ünnepek nagy számát, sok főpap gőgjét és hiányos műveltségét, egyes papok rossz életét és tudatlanságát, a rezidencia megsértését és némely alamizsnagyűjtők üzelmeit. Élete utolsó évében, 1253-ban dühös hangvételű levelet írt a pápának (#128 levél) amelyben a pápa ugyancsak pap unokaöccsét bírálta.
Grosseteste 1253. október nyolcadikán vagy kilencedikén halt meg. Háromszor kísérelték meg kanonizálását, legutóbb 1307-ben, de mindhárom esetben sikertelenül.

## Tudományos tevékenysége
Grosseteste-t úgy is ismeri az utókor, mint a tudományos gondolkodás atyját, mint a matematizáló természetkutatás úttörőjét. Tanulmányozta az optika tulajdonságait.
1220 és 1235 több tudományos munkát írt, például:
- De sphera. Csillagászati tanulmányok
- De luce. A fény metafizikájáról (A fényt tartja az első testi formának – korporealitás – amely az első anyagban teremtetett)
- De accessione et recessione maris. Az apályról és a dagályról
- De lineis, angulis et figuris. Matematika a természettudományokban

## Teológia
Grosseteste tanítása szerint a fény olyan önmagában szép dolog, amely a Teremtő szépségéhez hasonlatos. Ez a felismerés arra a következtetésre juttatta, hogy Istent a fényben és a fény teremtő emanációjában kell keresni.

## Magyarul megjelent művei
- Robert Grosseteste: A szabad művészetekről, A hangok keletkezéséről, A színről, A testi mozgásokról és a fényről. in: Az égi és a földi szépről. Források a későantik és a középkori esztétika történetéhez; ford. Redl Károly; Gondolat, Bp., 1988; 348–361. o.